# استون هاوس (نوادا)
استون هاوس (به انگلیسی: Stone House) یک منطقهٔ مسکونی در ایالات متحده آمریکا است که در شهرستان هامبولت، نوادا واقع شده‌است. استون هاوس ۱٬۳۵۹٫۱۲ متر بالاتر از سطح دریا واقع شده‌است.